# Sint-Antonius Kluizenaarkerk (José)

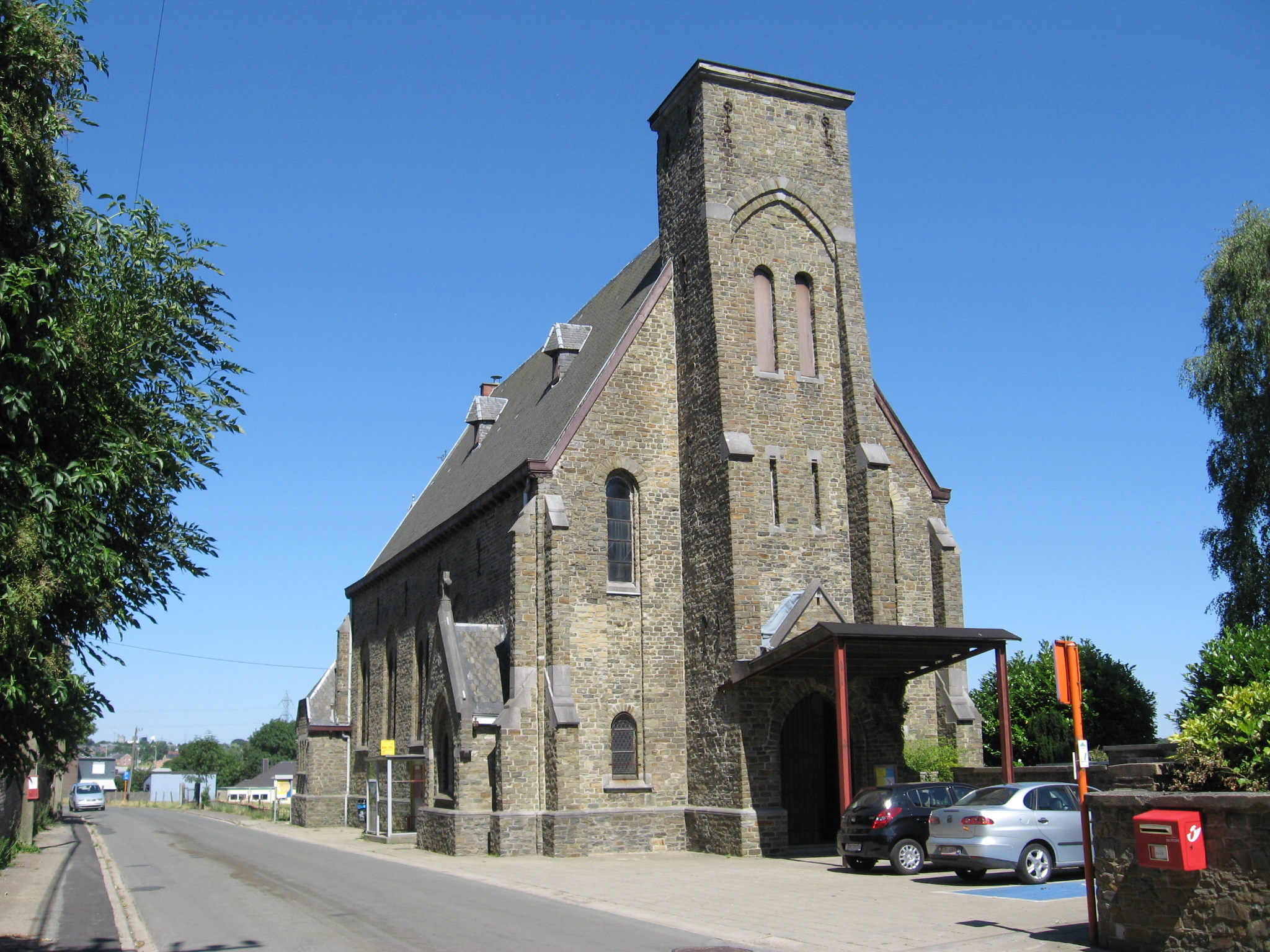
Sint-Antonius Kluizenaarkerk

De Sint-Antonius Kluizenaarkerk (Église Saint-Antoine Ermite) is de parochiekerk van de tot de Belgische gemeente Herve behorende plaats José, gelegen aan de Rue de José op een hoogte van 268 meter.

## Geschiedenis
Een eerste kapel werd gebouwd in 1745, welke in 1842 tot bijkerk werd verheven. In 1854 werd de kapel vergroot. De huidige kerk werd gebouwd in 1908 op de plaats van de oorspronkelijke kapel. In 1911 werd hij ingezegend. De architect was Charles Philippart.

## Gebouw
De kerk is gebouwd in zandsteenblokken. Merkwaardig is de half ingebouwde toren, welke geen spits bezit. De bovenste verdieping met zadeldak en daardoorheen een achtkante spits, is namelijk verdwenen. De eenbeukige kerk met vlakke koorafsluiting is in historiserende stijl gebouwd, met enige neogotische stijlelementen.
Het kerkmeubilair is neogotisch van omstreeks 1910.